# Штейнбергский, Иосиф Янович
Штейнбергский Иосиф Янович (Юзеф Яковлевич) (1892, Познань, Пруссия — 1933, Днепропетровск) — советский деятель, глава исполнительного комитета Херсонского окружного совета, прокурор. Член ВУЦИК.

## Биография
Родился в 1892 году в Познани.
Получил начальное образование, по профессии ткач. До 1917 года работал по профессии на фабриках в Лодзи, Варшаве и Москве.
Член РСДРП(б) с 1917 года. С 1918 года служил в Красной армии.
В 1923—1925 годах — прокурор Одесского округа. До мая 1926 года — прокурор Херсонского округа.
В мае 1926 года — феврале 1927 года — председатель исполнительного комитета Херсонского окружного совета.
В 1927—1928 годах — прокурор Одесского округа. С 1928 года — прокурор Луганского округа.
В 1932—1933 годах — председатель Криворожского городского совета.
Летом 1933 года почувствовал себя плохо, был вывезен в Днепропетровск в областную больницу. Умер во время операции по удалению аппендицита.